# Конопацкая, Галина Павловна
Галина Павловна Конопацкая (1911, Киев, Российская империя — 1989, Махачкала, СССР) — советская художница, член Союза Художников СССР, заслуженный деятель искусств Дагестанской АССР.

## Биография
Родилась в 1911 году в городе Киеве в семье преподавателей гимназии. После окончания общеобразовательной школы поступила в мелиоративный-дорожный техникум в Москве. Большая любовь к природе разбудила дремавшее в душе девушки дарование. Она стала серьёзно относиться к своему увлечению рисованием. Три года прозанималась она в студии художника М. Леблана. Вскоре её приняли в Московский художественный институт имени Сурикова на факультет графики. Училась Галина Павловна у известных мастеров графики и живописи, таких, как Д. Моор, Радлов, К. Истомин и Э. Грабарь.
В 1941 году она окончила институт имени Сурикова. Но осуществить задуманные планы помешала Великая Отечественная война. Молодая художница эвакуируется в Елабугу, где работает в музее имени Шишкина. Плакат — боевое агитационное оружие. Конопацкая много работала в те годы над плакатом в бригаде художников-плакатистов при Елабужском райкоме партии.
В 1945 году художница возвращается в Москву. В Московском издательстве «Советский график» все чаще появляются работы Конопацкой, её эстампы в линогравьюре, цветные автолитографии.
В 1946 году Конопацкую приняли в члены Московского Союза художников.
В 1947 году Конопацкая едет на Крайний Север, в Магаданскую область где работает в Кукольном театре. Она и режиссёр-постановщик, и художница кукол и декораций. Наибольший успех выпал на долю постановки «Кошкин дом».
Первый, по-настоящему большой успех — Первая премия и диплом выставки художников Севера - были присуждены Конопацкой за иллюстрации к произведениям Диккенса (перо).
В 1955 году Галина Павловна переехала с семьей в Дагестан.
Её произведения становятся известными всё более широкому кругу зрителей как в СССР так и за её пределами. Она работает в различных видах графики и живописи.
Г. П. Конопацкая принимала участие во всех республиканских выставках, зональных выставках Юга и во всесоюзных выставках эстампа в Москве, Львове, Риге, выставке в Москве к 50-летию автономных республик.

## Выставки за пределами Дагестана
- 1942 — «В защиту детей от фашистских варваров», «Выставка картин и скульптур» г. Елабуга.
- 1952 — «Третья всеколымская художественная выставка» г. Магадан.
- 1960 — Декады искусства и литературы Дагестана в Москве (выставка в ВЗ на Кузнецком мосту). Выставка дагестанской книги и графики(библиотека им. Ленина).
- 1962 — Всесоюзная выставка эстампа (II) г. Москва.
- 1964 — Зональная художественная выставка «Советский Юг», г. Ростов-на-Дону
- 1965 — Всесоюзная передвижная выставка «Художники Юга России».
- 1967 — Зональная художественная выставка «Советский Юг», г. Краснодар.
- 1969 — Зональная художественная выставка «Советский Юг», г. Ставрополь.
- 1969 — Неделя искусств и литературы Дагестана в Ленинграде. Русский музей.
- 1971 — Выставка произведений художников автономных республик РСФСР. г. Москва.
- 1974 — Зональная художественная выставка «Советский Юг». г. Орджоникидзе.
- 1978 — Персональная выставка г. Москва.
- 1982 — Выставка театральных художников. г. Москва.
- 1983 — Выставка театральных художников. г. Ростов-на-Дону.
- 1983 — Выставка дагестанского изобразительного искусства. Каракалпакская АССР.
- 1983 — Выставка посвященная Р. Гамзатову. г. Москва.
- 1987 — Театральные художники Дагестана. г. Ленинград.
- 1989 — Выставка художников автономных республик. г. Москва.
- 1999 — Групповая выставка художников — А. И. Августович, В. А. Колесников, Г. П. Конопацкая, ВЗ СХ, Ярославль.

## Выставки в Дагестане
- 1955 — Выставка произведений художников Дагестана.
- 1960 — Выставка изобразительного и прикладного искусства Дагестанских художников.
- 1961 — Персональная выставка посвященная 50-летию Г. П. Конопацкой.
- 1962 — Выставка произведений дагестанских художников посвященная неделе изобразительного искусства.
- 1965 — Выставка дагестанской книги и книжной графики.
- 1966 — Выставка «Советский Дагестан».
- 1967 — Выставка «Советский Дагестан».
- 1968 — Выставка произведений художников Дагестана.
- 1968 — «Выставка графики».
- 1971 — Персональная выставка к 60-летию со дня рождения.
- 1972 — Выставка натюрморта и пейзажа дагестанских художников.
- 1973 — Выставка рисунка и акварели дагестанских художников.
- 1973 — Выставка посвященная Международному дню 8-го марта.
- 1979 — Зональная выставка «Советский юг».
- 1982 — Персональная выставка к 70-летию со дня рождения.
- 1983 — Персональная выставка «Образы литературы и театра»- Дагестанское отделение ВТО.
- 2003 — «Наследие Г. П. Конопацкой Дагестану». Музей изобразительных искусств им. Гамзатовой.
- 2008 — проект «Династия», выставка представителей художественной династии Августовичей-Конопацких-Колесниковых, Музей истории города Махачкалы, Махачкала.

## Награды
В 1976 году Г. П. Конопацкой присвоено звание «Заслуженный деятель искусств Дагестанской АССР».
За участие в декаде Дагестанского искусства в Москве она была награждена грамотой Совета Министров ДАССР, за участие в зональных выставках — медалями и грамотой президиума Союза художников РСФСР.